# Helsluis

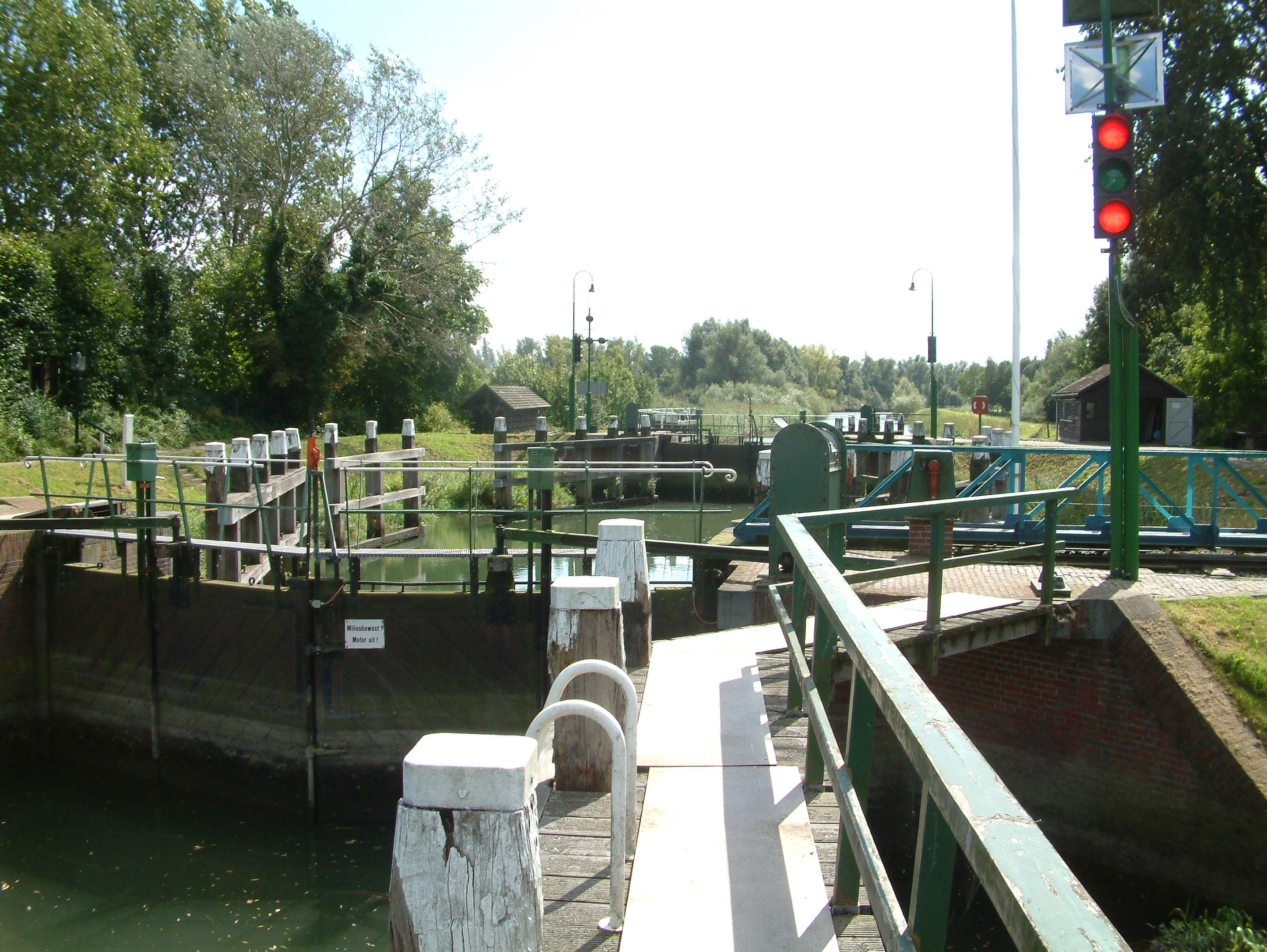
Helsluis Overzicht

De Helsluis is een schutsluis met puntdeuren tussen de Beneden Merwede tegenover Sliedrecht bij kilometerraai 968,3 en de Helsloot. De sluis ligt in de gemeente Dordrecht, in de Nederlandse provincie Zuid-Holland. De vaarweg is CEMT-klasse 0. Het stichtingsjaar van de sluis is 1863. 
De schutkolklengte is 39 m en de wijdte is 7,20 m. De kolk is veel breder, maar de wijdte wordt beperkt door het remmingwerk. Over de kolk ligt naast de buitendeuren een rolbrug. De hoogte in gesloten stand is NAP +3 m. De minimum drempeldiepte is aan beide zijden NAP −1,63 m. Bij een verval van meer dan 2 meter wordt niet geschut.
Gewoonlijk staat het water aan de buitenkant - de kant van de Beneden Merwede - hoger dan aan de binnenkant. Het komt toch zo af en toe voor, dat het water aan de binnenkant hoger staat. Normaal gesproken zou er dan niet kunnen worden geschut, omdat de sluis geen dubbele deuren heeft. Maar deze sluis kan dan toch tegen het getij in schutten, mits het verval beperkt blijft tot enkele centimeters. Daarvoor dienen de grendels, waarmee zowel aan de binnenkant als aan de buitenkant de puntdeuren aan elkaar vast kunnen worden gezet om zo het openen van deze deuren door de druk van het water vanaf de hoge kant te voorkomen.
De sluis is (nog) niet via de marifoon aan te roepen.
Het pittoreske sluisje ligt in het groen verscholen en is alleen te water, te voet of per fiets bereikbaar. Het wordt voornamelijk gebruikt door de recreatievaart, die zijn weg dan vervolgt via de Helsloot en de Kikvorschkil naar de Ottersluis die naar de Nieuwe Merwede schut en dan verder door de Spieringsluis naar de Brabantse Biesbosch vaart of die sluis aan bakboord laat liggen en via het Wantij verder naar Dordrecht vaart.
Een kilometer beneden de sluis is een aanlegsteiger van de Waterbus, waar voornamelijk in het seizoen de bezoekers van het nabijgelegen Biesboschcentrum Dordrecht gebruik van maken.

## Foto's

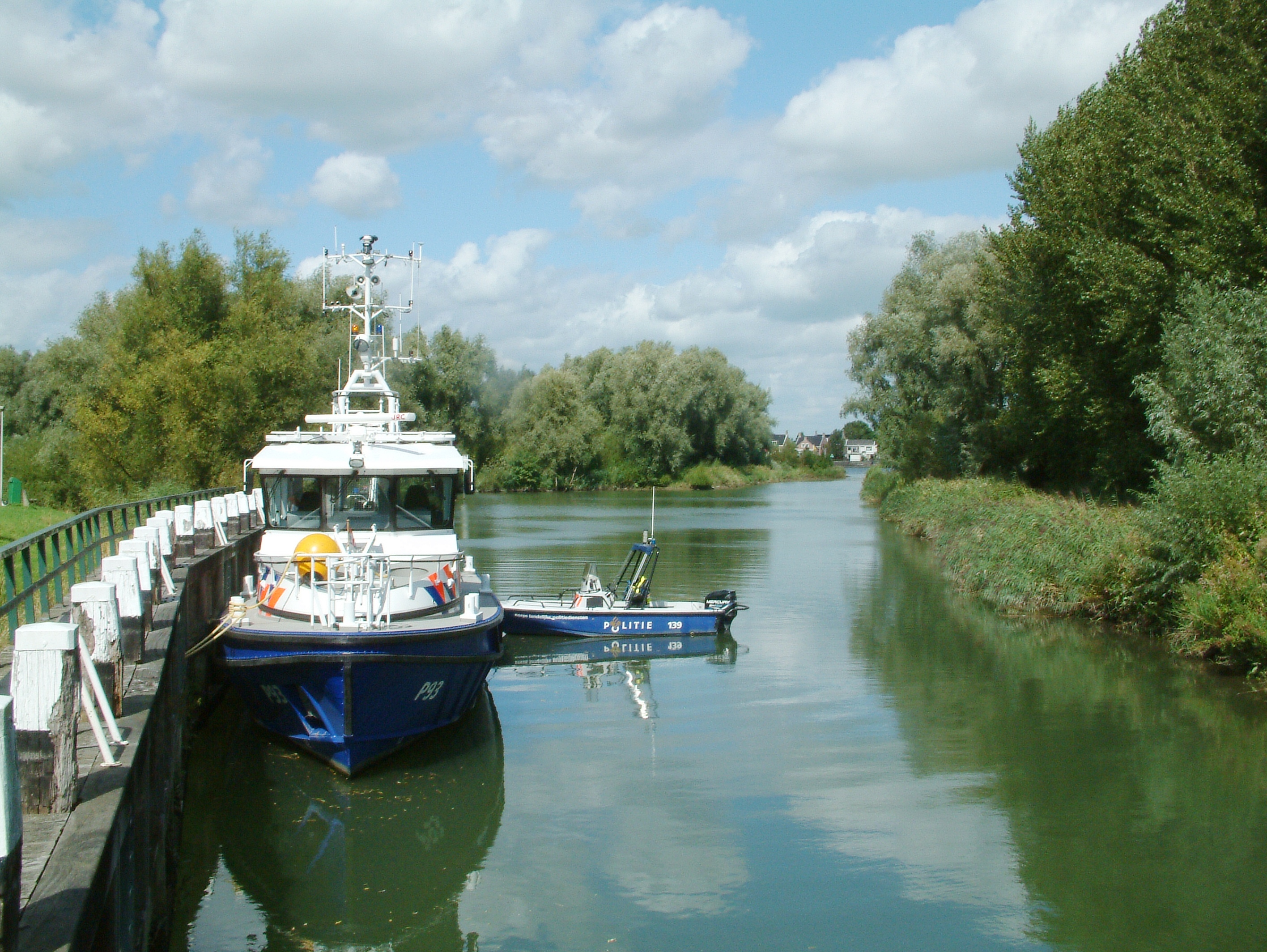
Helkanaal, de voorhaven buitenkant
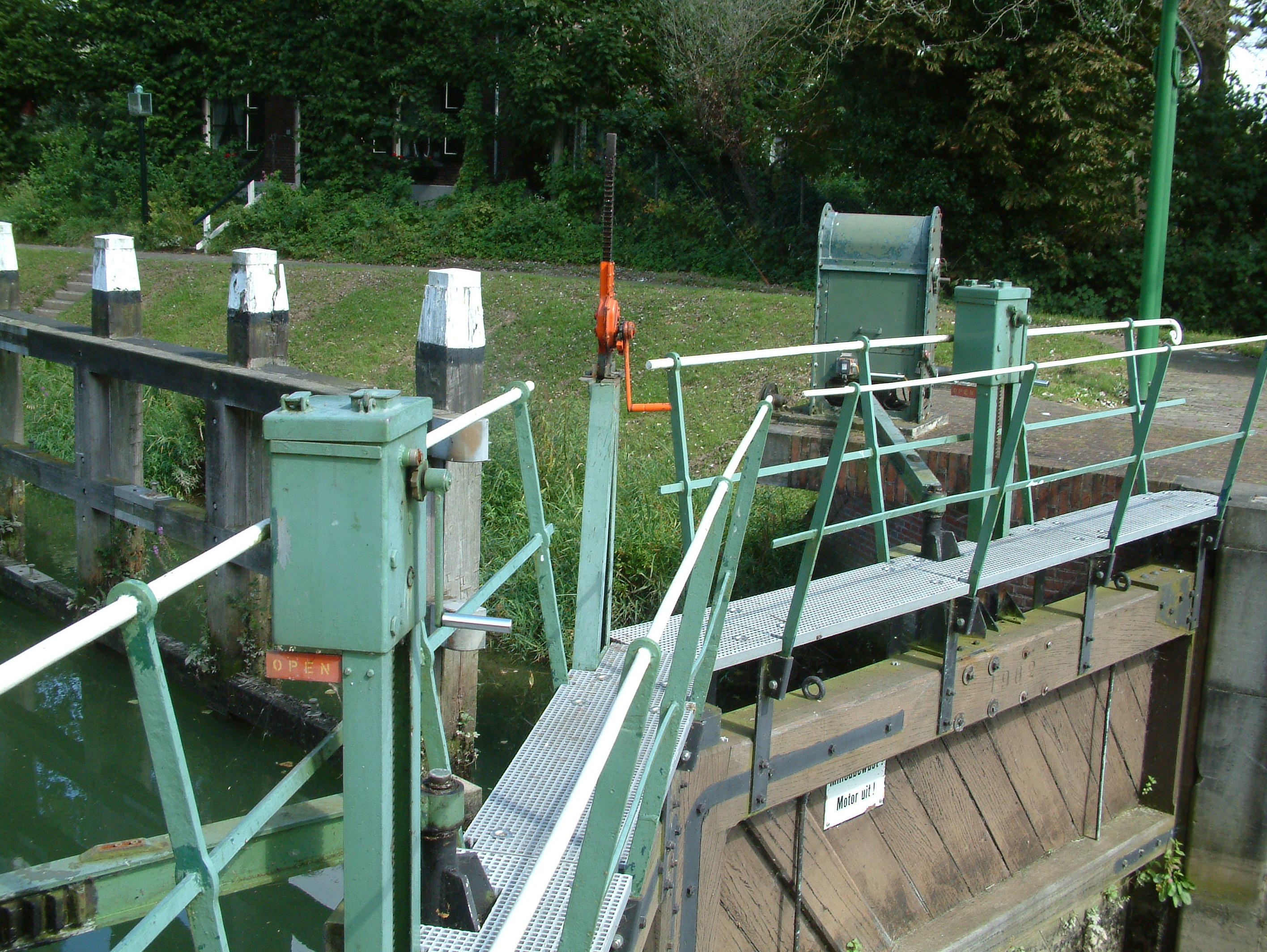
Deuren buitenhoofd
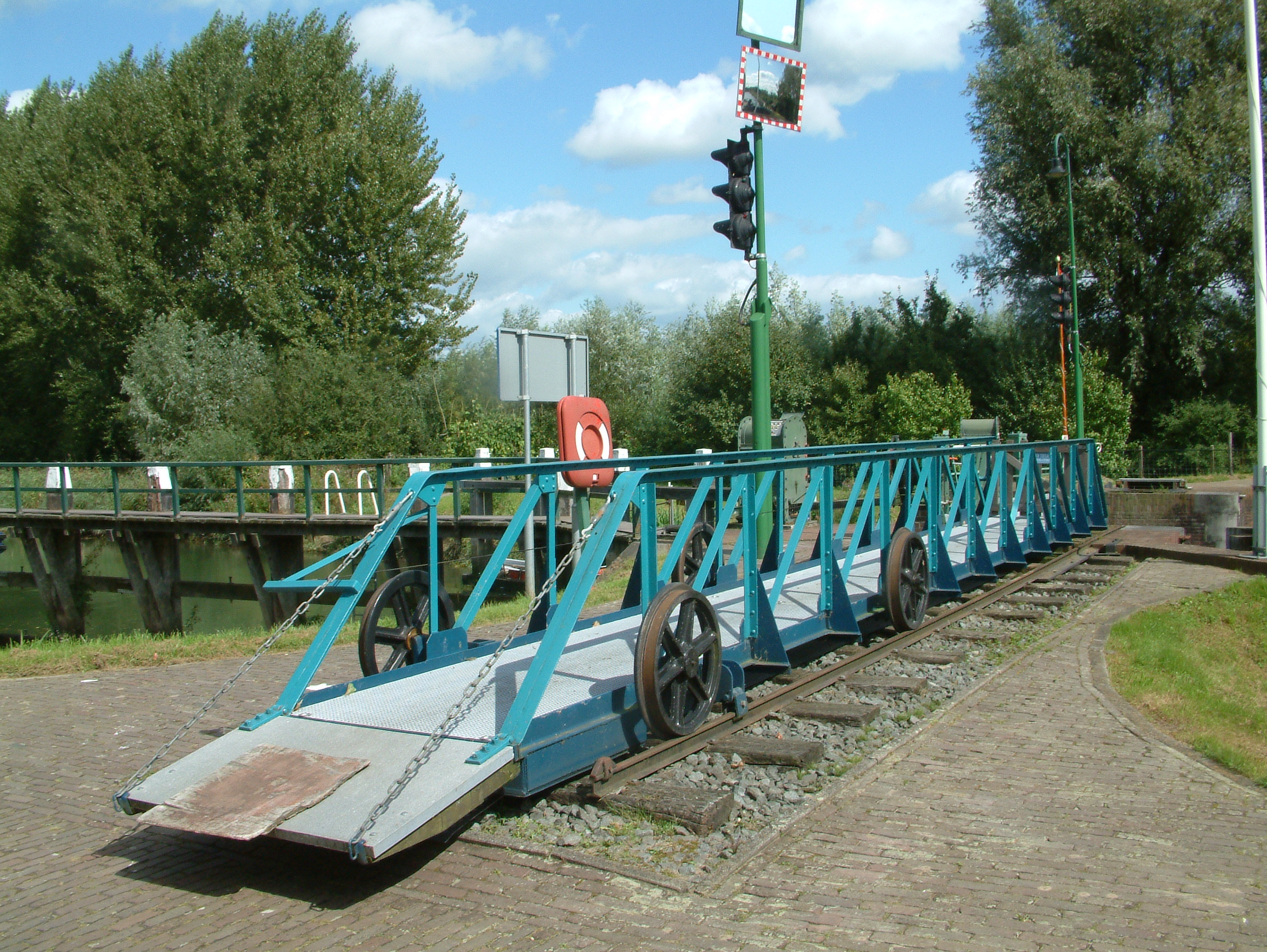
Rolbrug
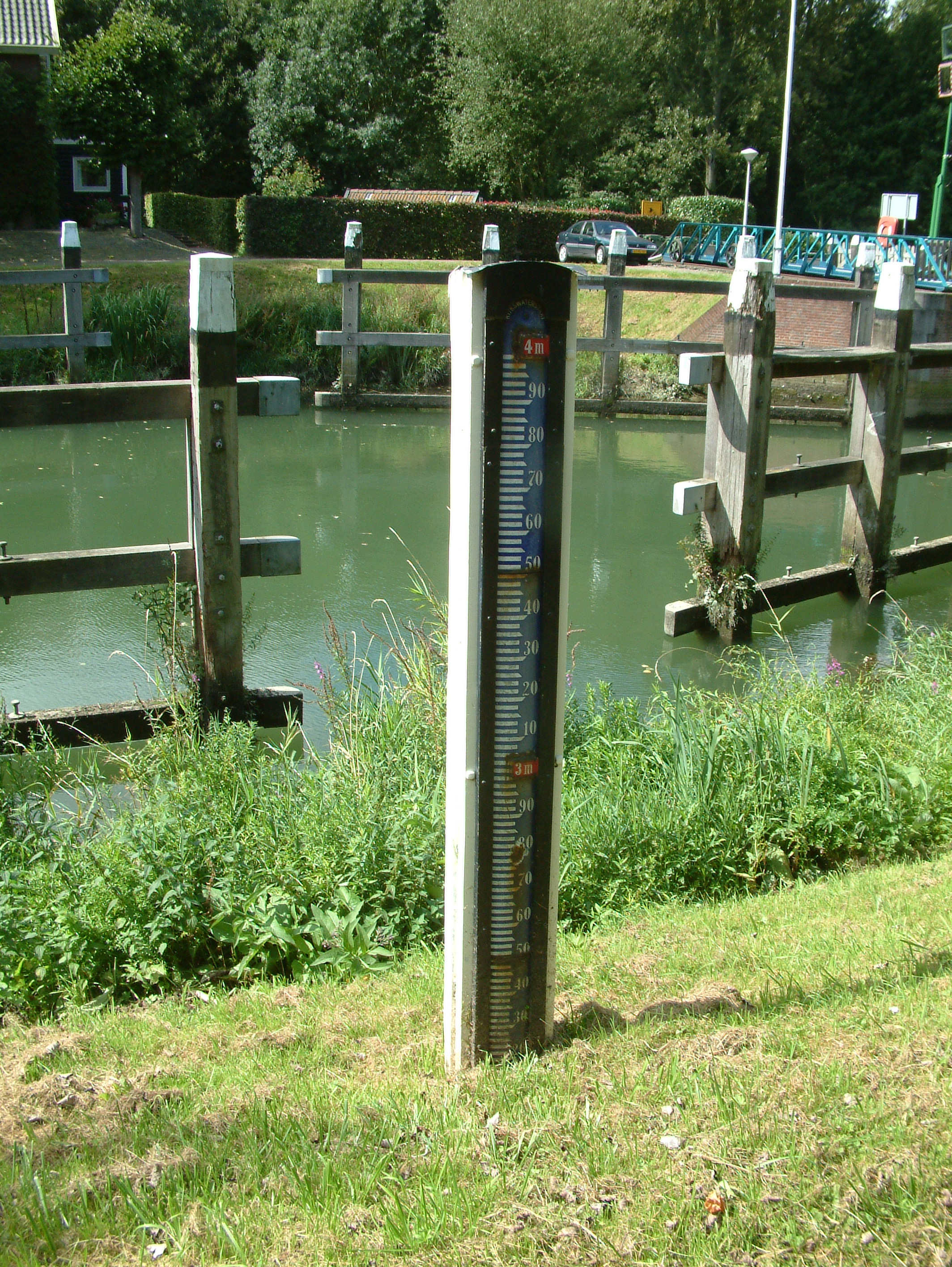
Peilschaal
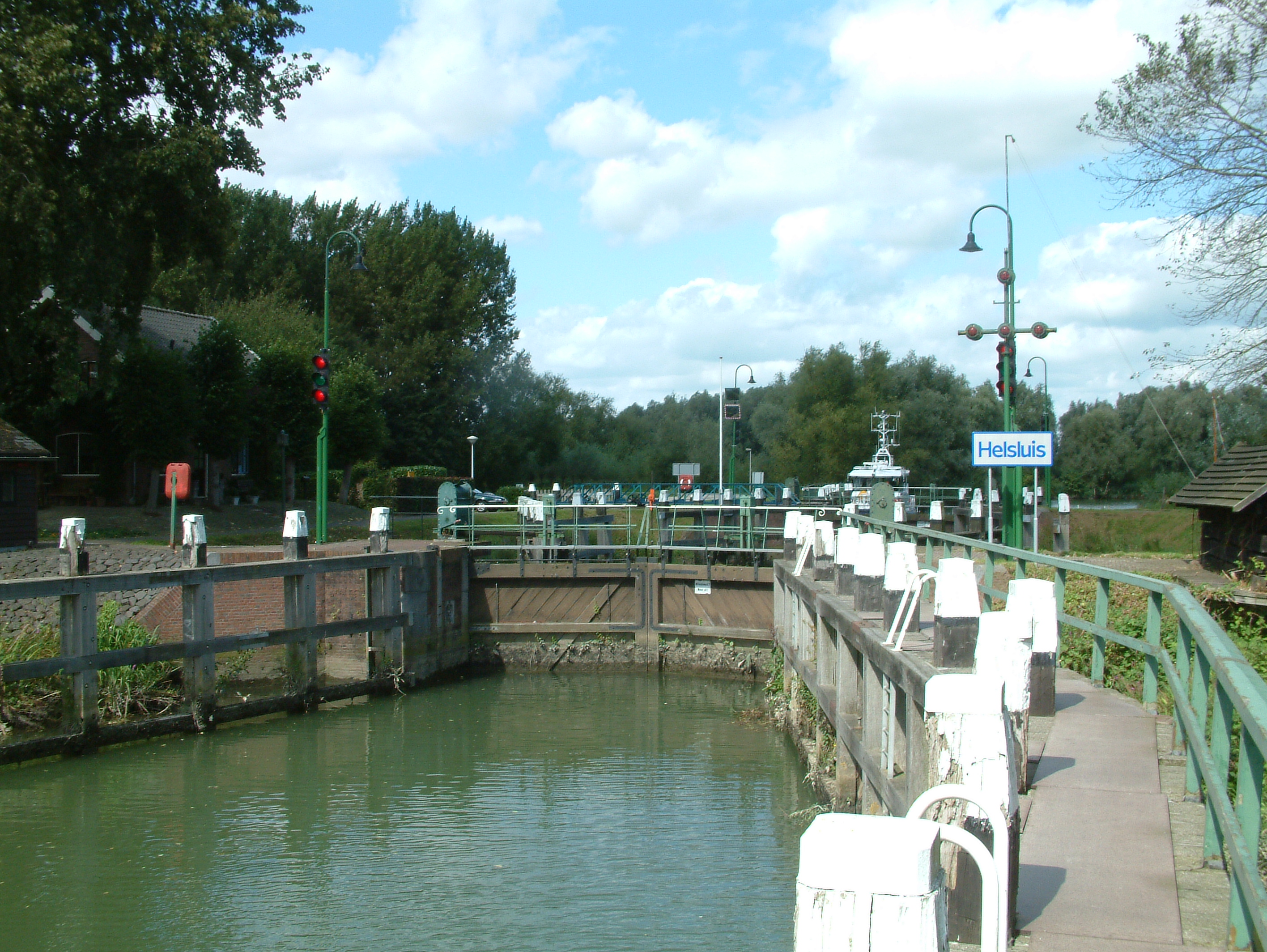
Deuren binnenhoofd
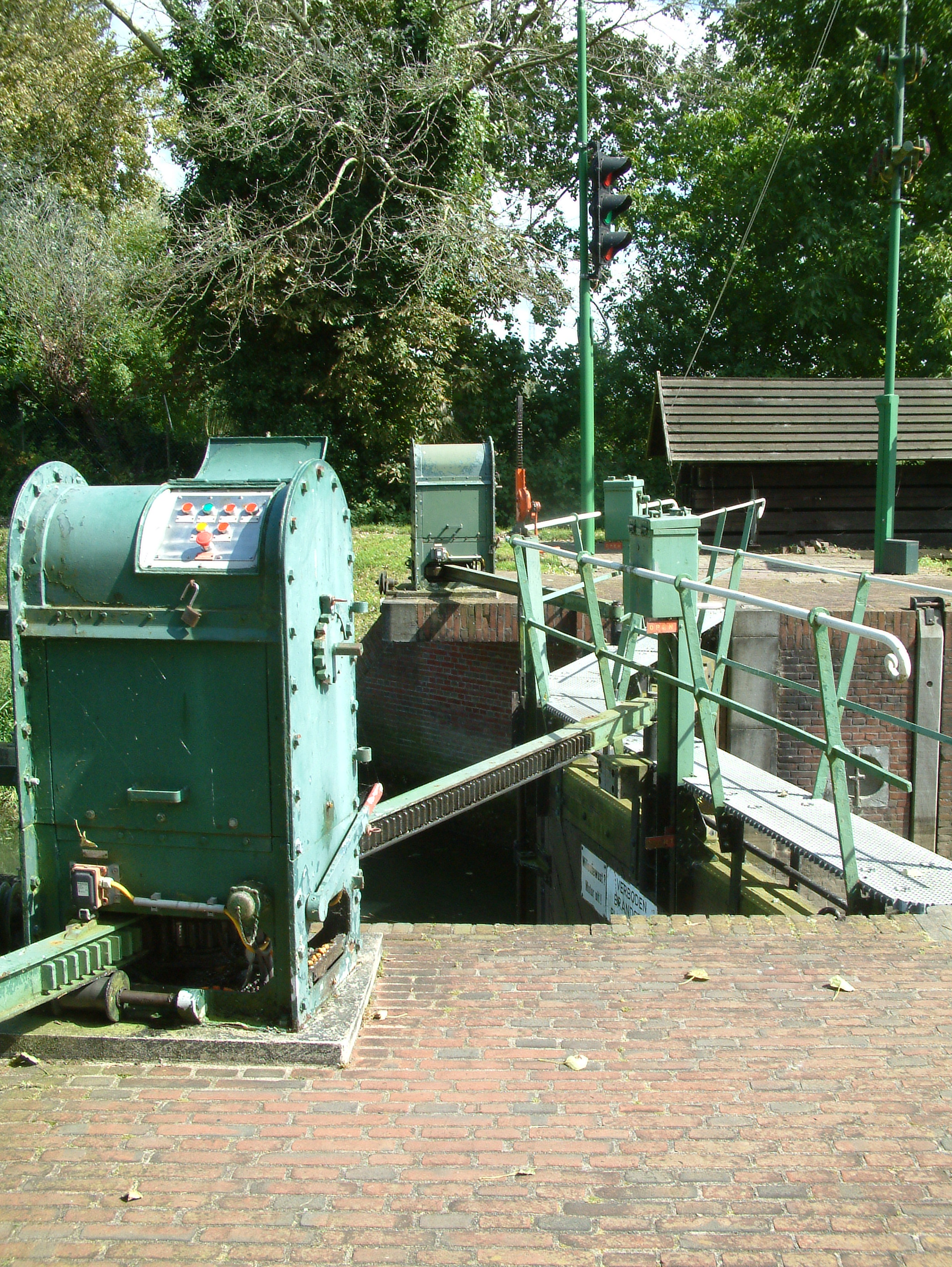
Deurbediening
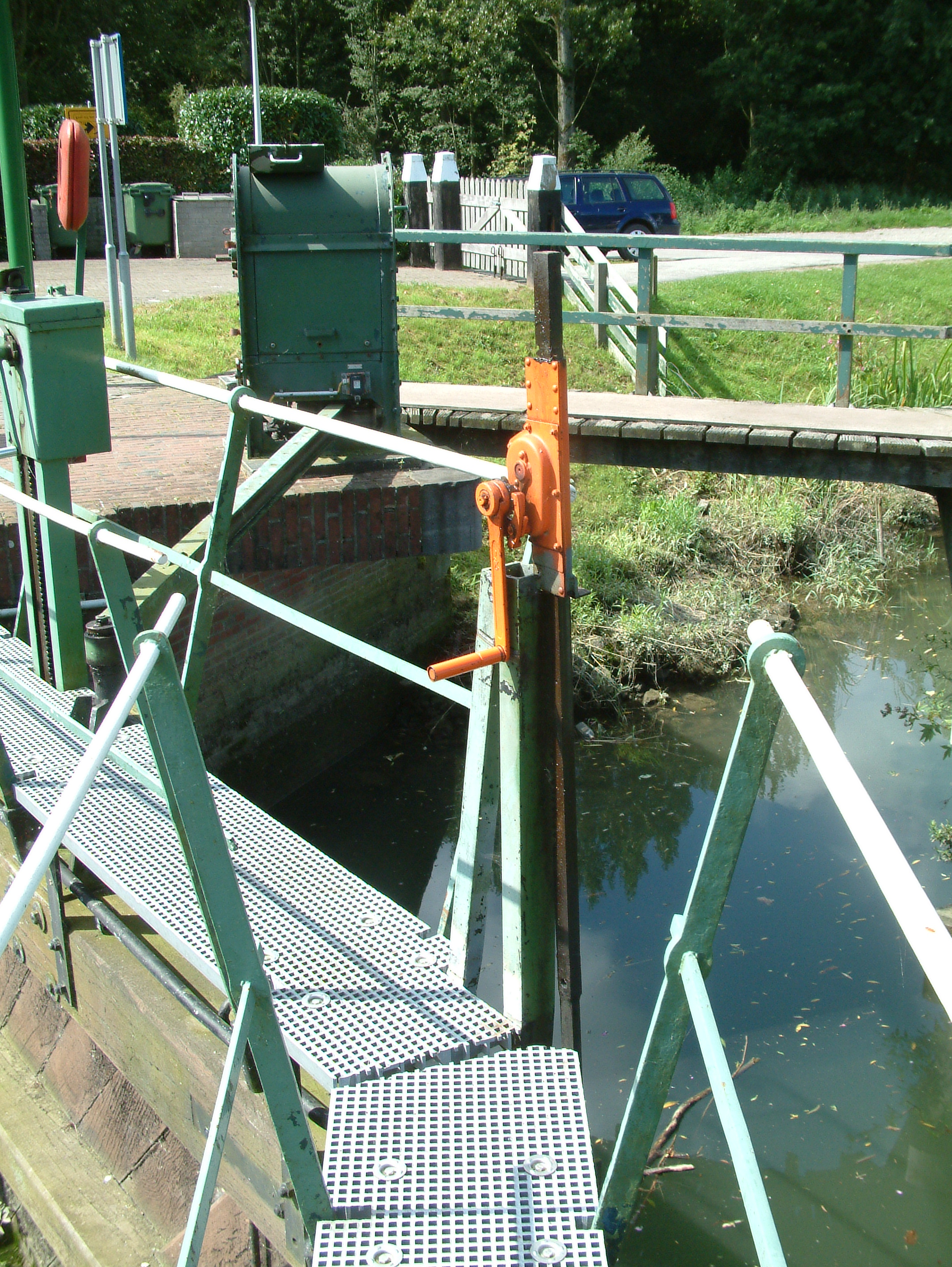
Deurgrendel, zie de tekst
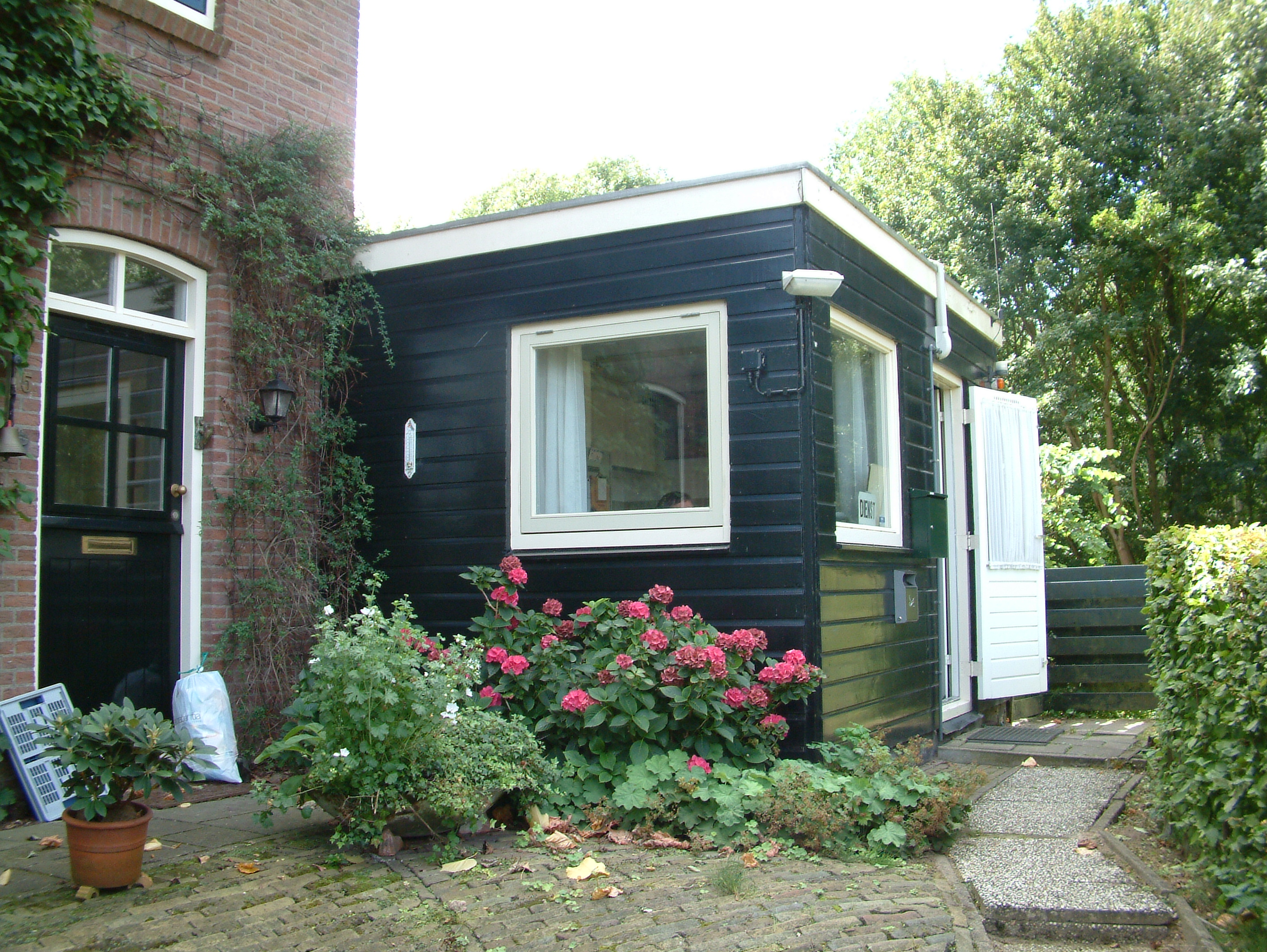
Kantoor
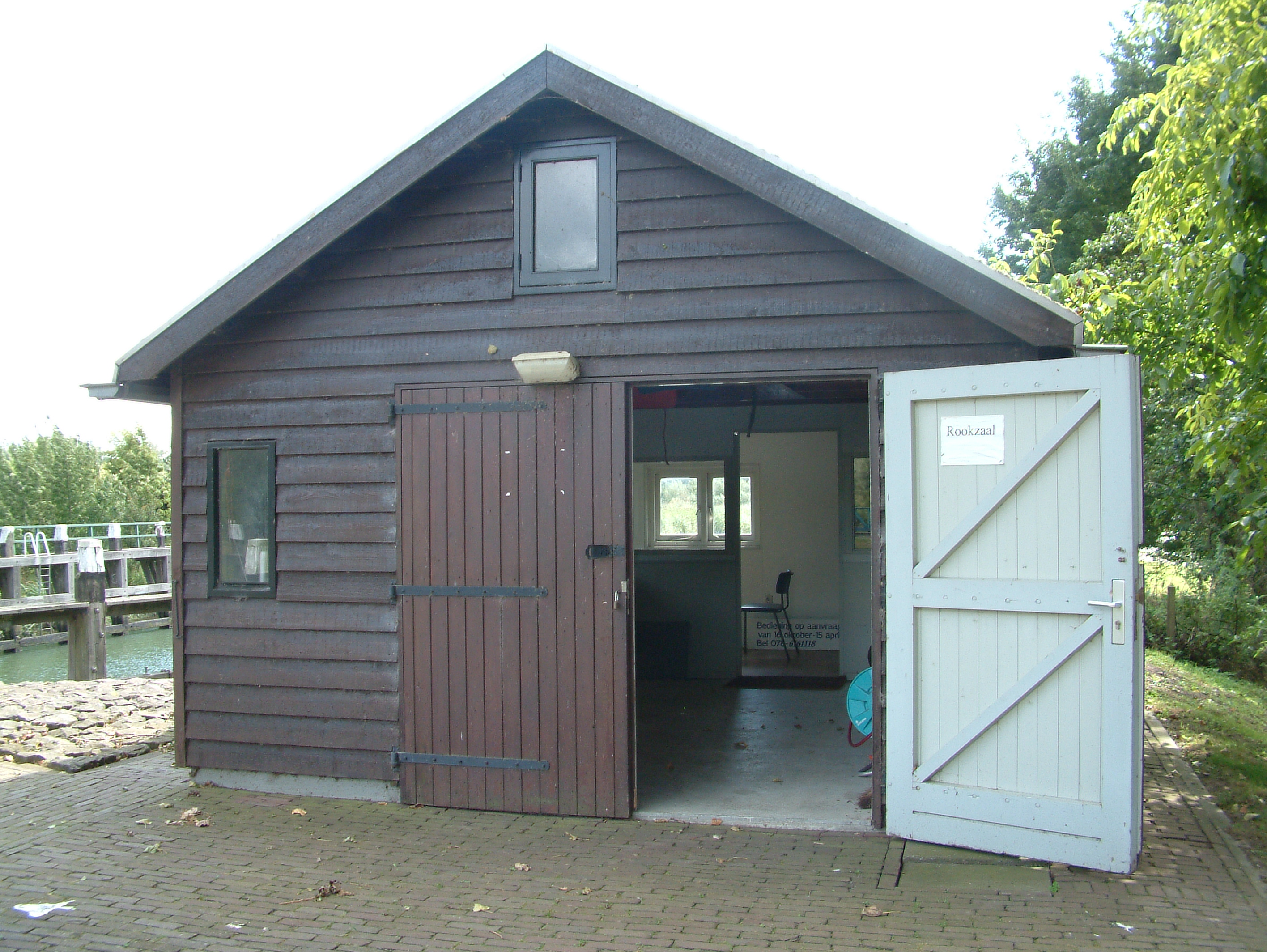
Rookzaal (Taatskuiploods)
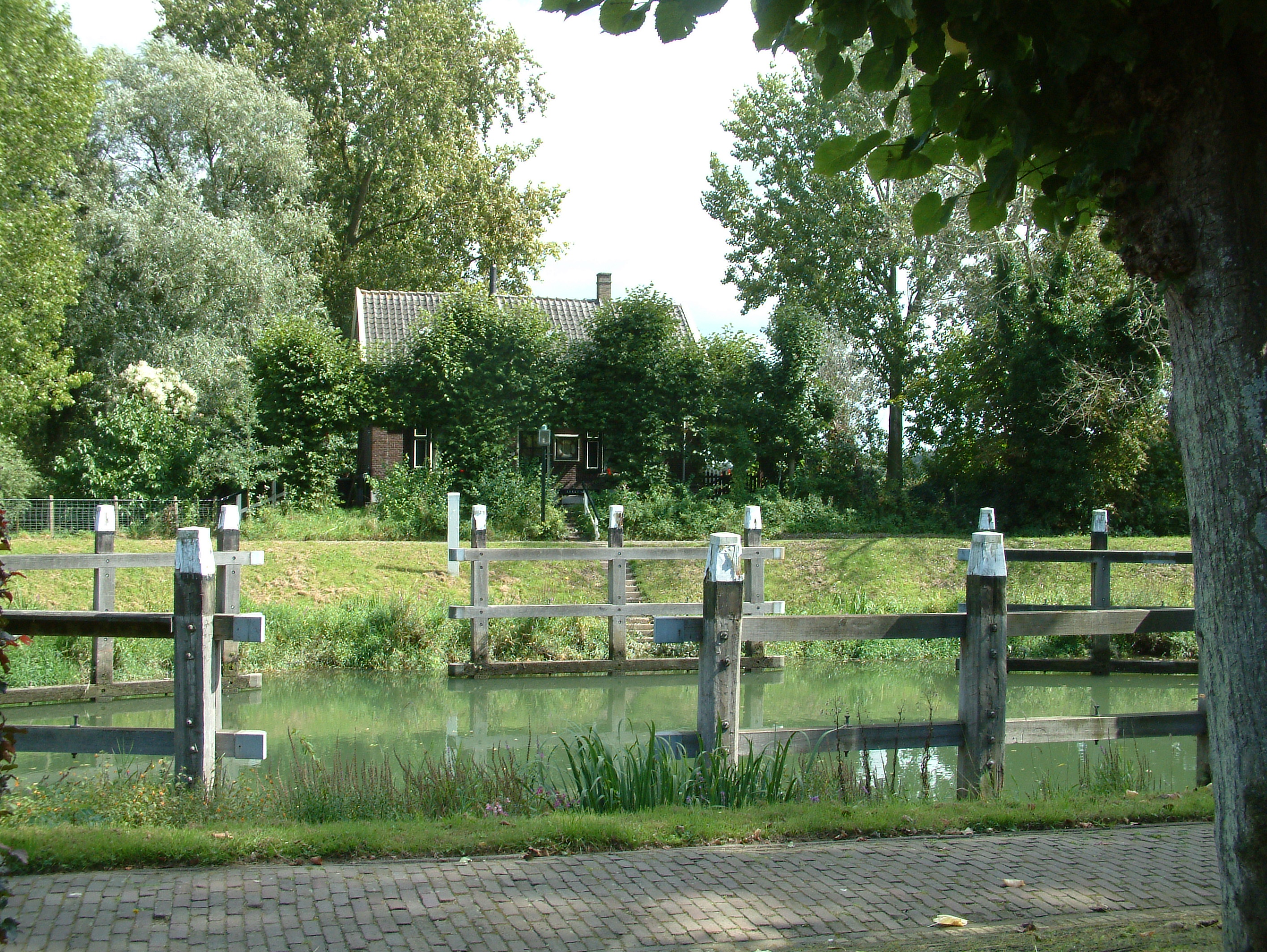
Sluiswachtershuisje
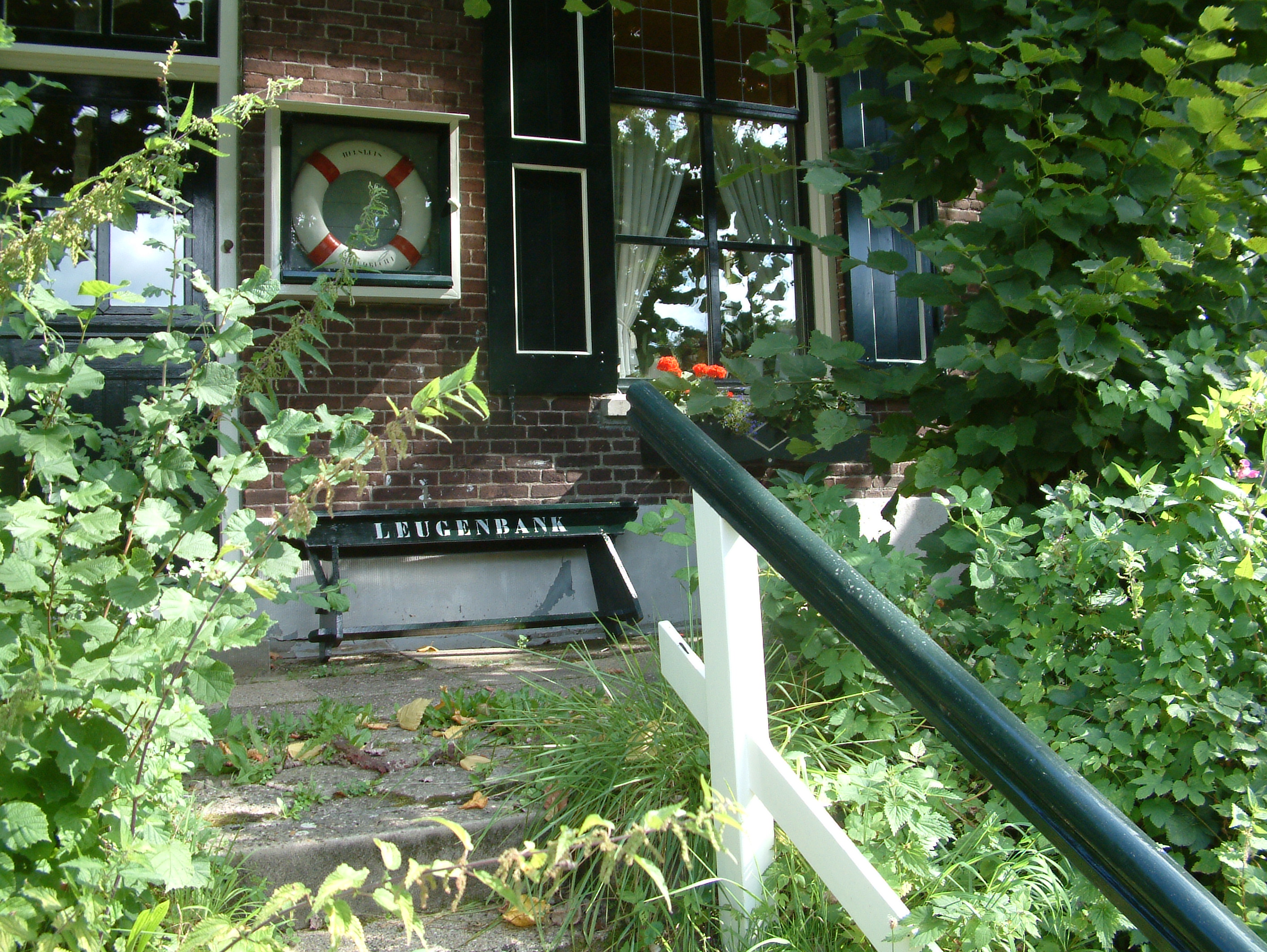
Voordeur
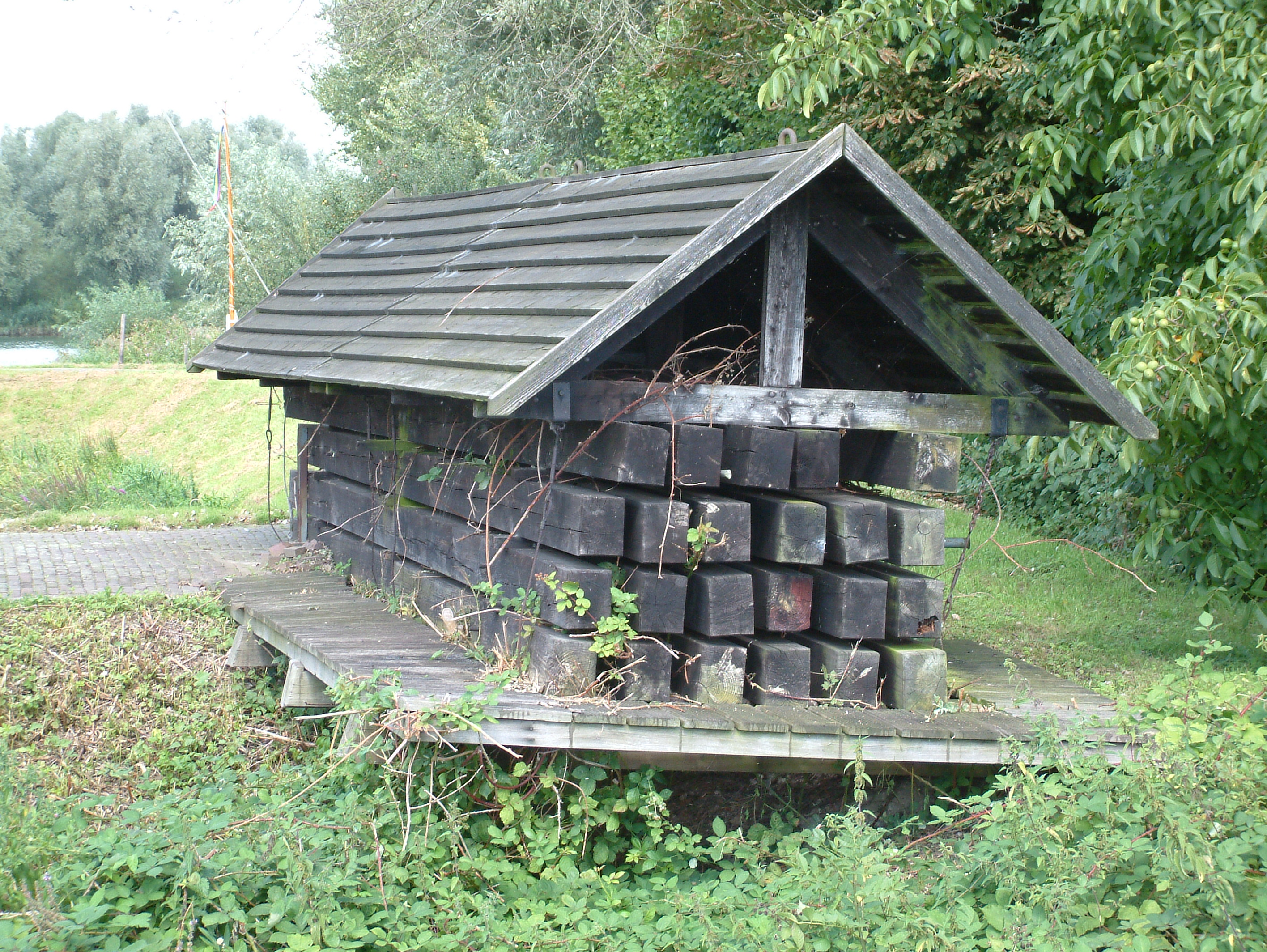
Schotbalkenopslag